# Гран-при Люксембурга
Гран-при Люксембурга (англ. Luxembourg Grand Prix) — один из этапов чемпионата мира по автогонкам в классе «Формула-1». Проводился в 1997 и 1998 годах на автодроме «Нюрбургринг» (Германия). В двух проведенных Гран-при победы одержали Мика Хаккинен (McLaren) и Жак Вильнёв (Williams).
Гран-при Люксембурга было создано специально для проведения Гран-при на автодроме «Нюрбургринг», так как правила FIA запрещают проведение двух национальных Гран-при, Гран-при Европы в сезоне 1997 года проводилось в «Хересе», Испания. «Нюрбургринг» находится в 50 км от границы с Люксембургом.

## Победители Гран-при
| Сезон | Гонщик        | Машина           | Отчёт |
| ----- | ------------- | ---------------- | ----- |
| 1997  | Жак Вильнёв   | Williams-Renault | Отчёт |
| 1998  | Мика Хаккинен | McLaren-Mercedes | Отчёт |